# Bruce Henderson
Bruce Doolin Henderson (30 tháng 4 năm 1915 – 20 tháng 7 năm 1992) là một doanh nhân và nhà tư vấn quản lý người Mỹ. Ông thành lập Nhóm Tư vấn Boston (BCG) vào năm 1963 tại Boston, Massachusetts và lãnh đạo công ty với tư cách là chủ tịch và giám đốc điều hành cho đến năm 1980. Ông tiếp tục giữ chức chủ tịch BCG cho đến năm 1985.